# Дженга, Джироламо
Джироламо Дженга (итал. Gerolamo Genga; 1476, Урбино — 11 июля 1551, Урбино, герцогство Урбино) — итальянский живописец и архитектор периода Высокого Возрождения и раннего маньеризма.

## Жизнь и карьера
Дженга родился недалеко от Урбино. Согласно биографии Джорджо Вазари, к тринадцати годам Дженга был отправлен в ученики к Луке Синьорелли. После этого он три года работал с Пьетро Перуджино в компании с Рафаэлем. Затем работал во Флоренции и Сиене (где украшал дворец Петруччи около 1508 года) вместе с Тимотео Вити, в Сиене писал различные композиции для Пандольфо Петруччи местного государственного деятеля.
Вернувшись в Урбино, он был нанят герцогом Гвидобальдо да Монтефельтро для украшения своего дворца и продемонстрировал необычайную склонность к украшательству, позже он был записан как один из авторов оформления похорон герцога в 1508 году. Из Урбино он отправился в Рим где написал один из своих шедевров «Воскресение» для церкви Санта-Катерина-да-Сиена.
Франческо Мария I делла Ровере, наследник рода Монтефельтро, пригласил Дженгу и поручил ему в 1509 году выполнить работы связанные с его браком с Элеонорой Гонзага. Однако вскоре этот герцог был изгнан папой Львом Х, и Дженга последовал за ним в Мантую.
Когда Делла Ровере перебрался в Пезаро, он поручил Дженге перестроить бывший замок в пригородную виллу, известную как Вилла Империале, работы были завершены в 1530 году. Для фресковой отделки интерьера Дженга нанял несколько крупных художников-маньеристов, в том числе Франческо Мензокки, Аньоло Бронзино, Доссо Досси и Рафаэллино дель Колле. Герцог Урбино был в конечном счете восстановлен в своих владениях; он взял с собой Дженгу и назначил его герцогским архитектором и декоратором.
Среди работ художника в Урбино наиболее известны оформление театральных представлений Бальдассаре Кастильоне, а также спектакля Бернардо Довици Биббиены «La Calandria» в Урбино 6 февраля 1513 года. Он также украсил капеллу в Сан-Мартино. Сохранилось несколько живописных картин Дженги. Одна из его главных работ находится в церкви Сант-Агостино в Чезене: триптих представляющий Благовещение, Бога Отца во Славе, Мадонну с Младенцем. Среди его архитектурных произведений — церковь Сан-Джованни-Баттиста в Пезаро, епископский дворец в Сенигаллии, фасад Мантуанского собора, и укрепления возле Пезаро.
Дженга также был скульптором и музыкантом. Среди его учеников был его собственный сын Бартоломео (1518—1558), который стал уважаемым архитектором.

## Галерея

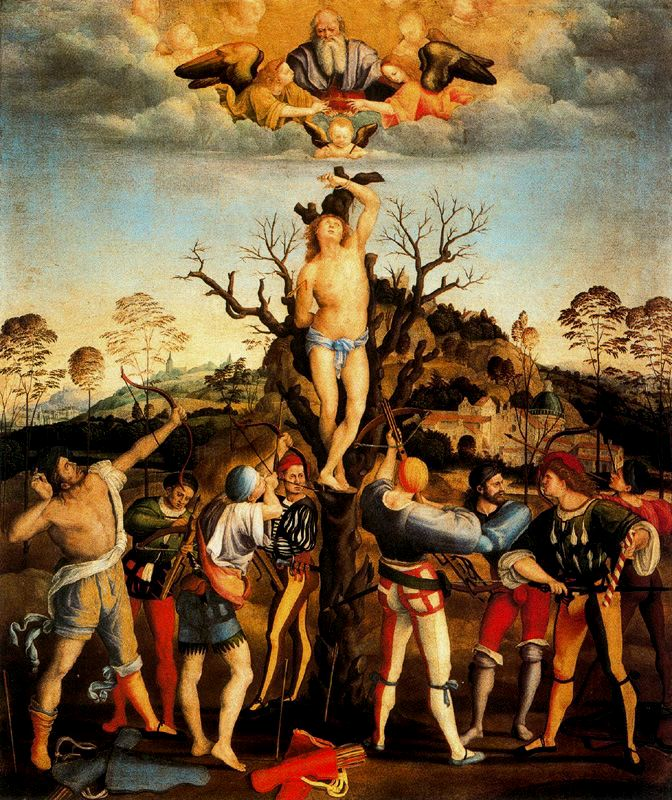
Мученичество Святого Себастьяна. 1500. Дерево, масло. Уффици, Флоренция
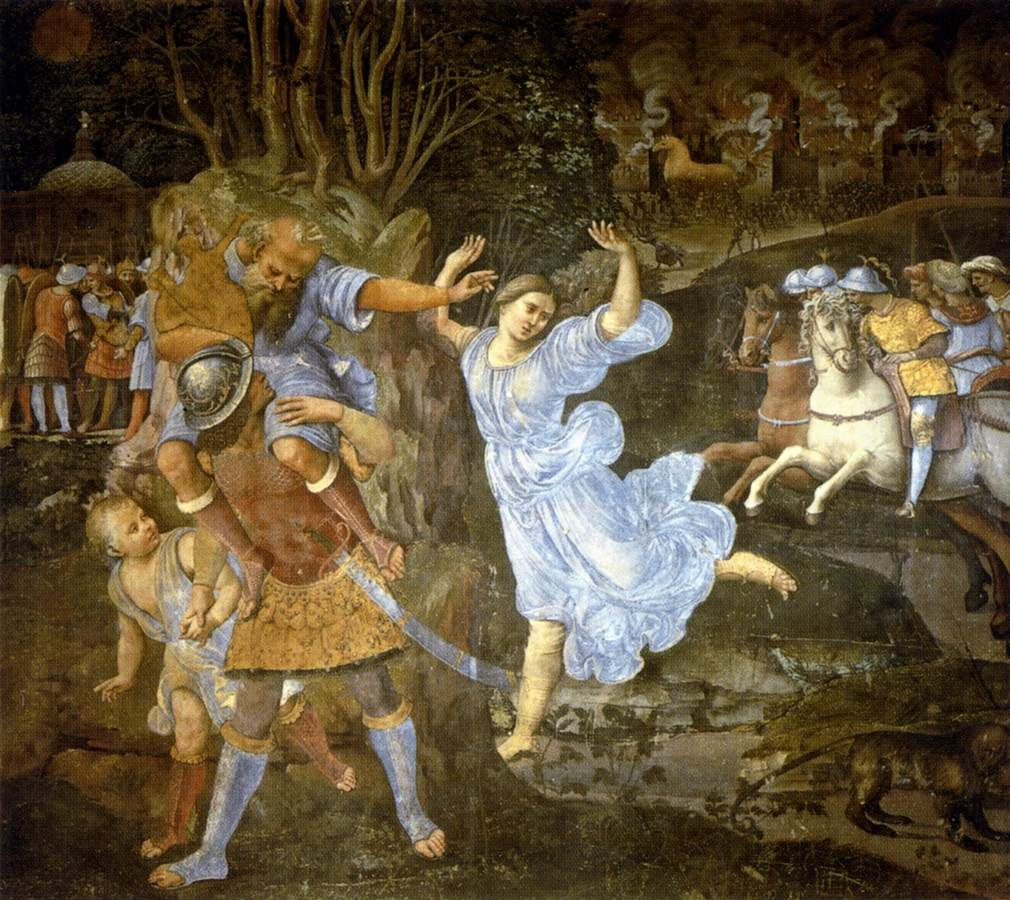
Бегство Энея из Трои. Деталь. Ок. 1510. Фреска. Национальная пинотека, Сиена
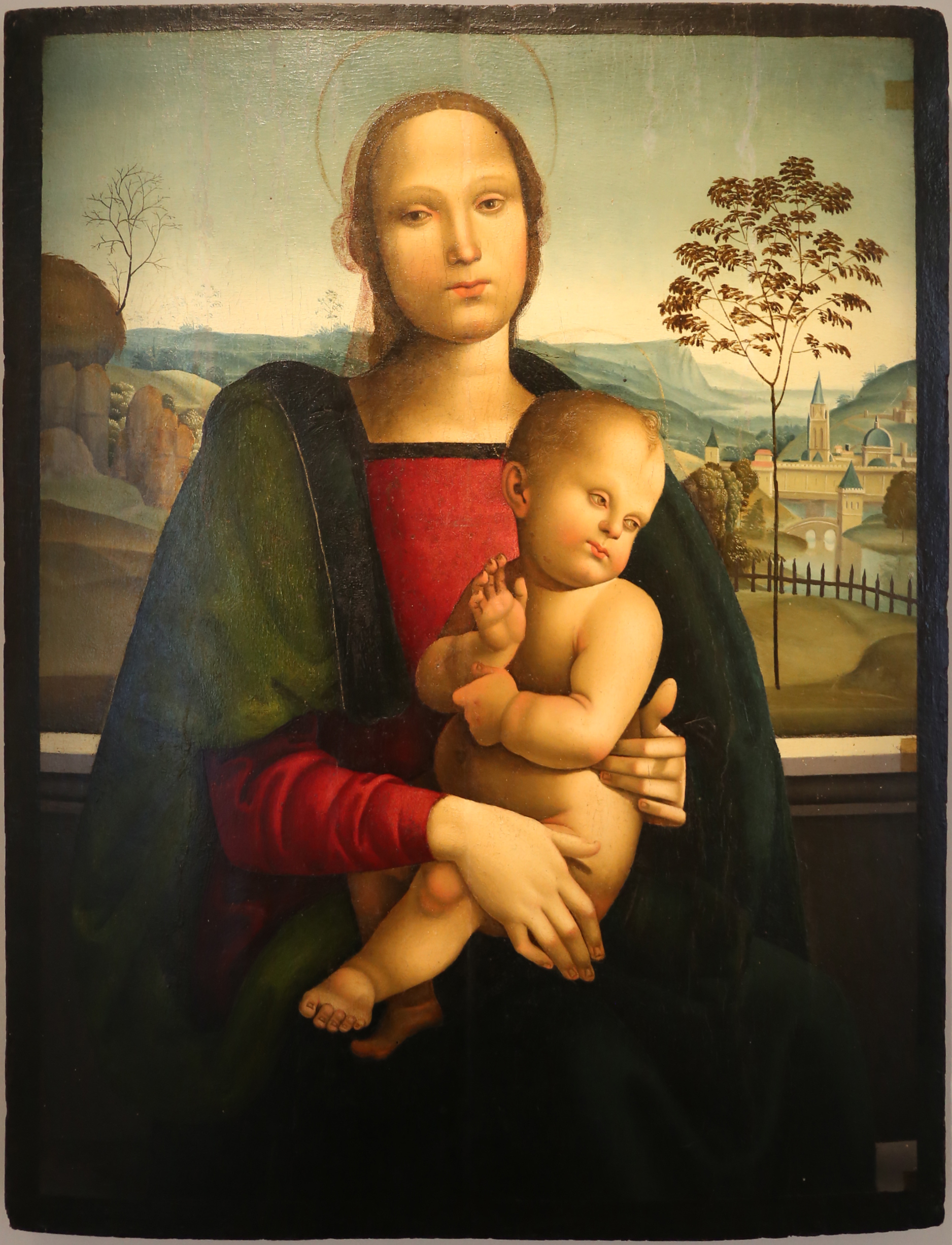
Maдонна с Младенцем. Между 1500 и 1510. Дерево, темпера, масло. Музей Сан Пьетро, Колле-ди-Валь-д'Эльза
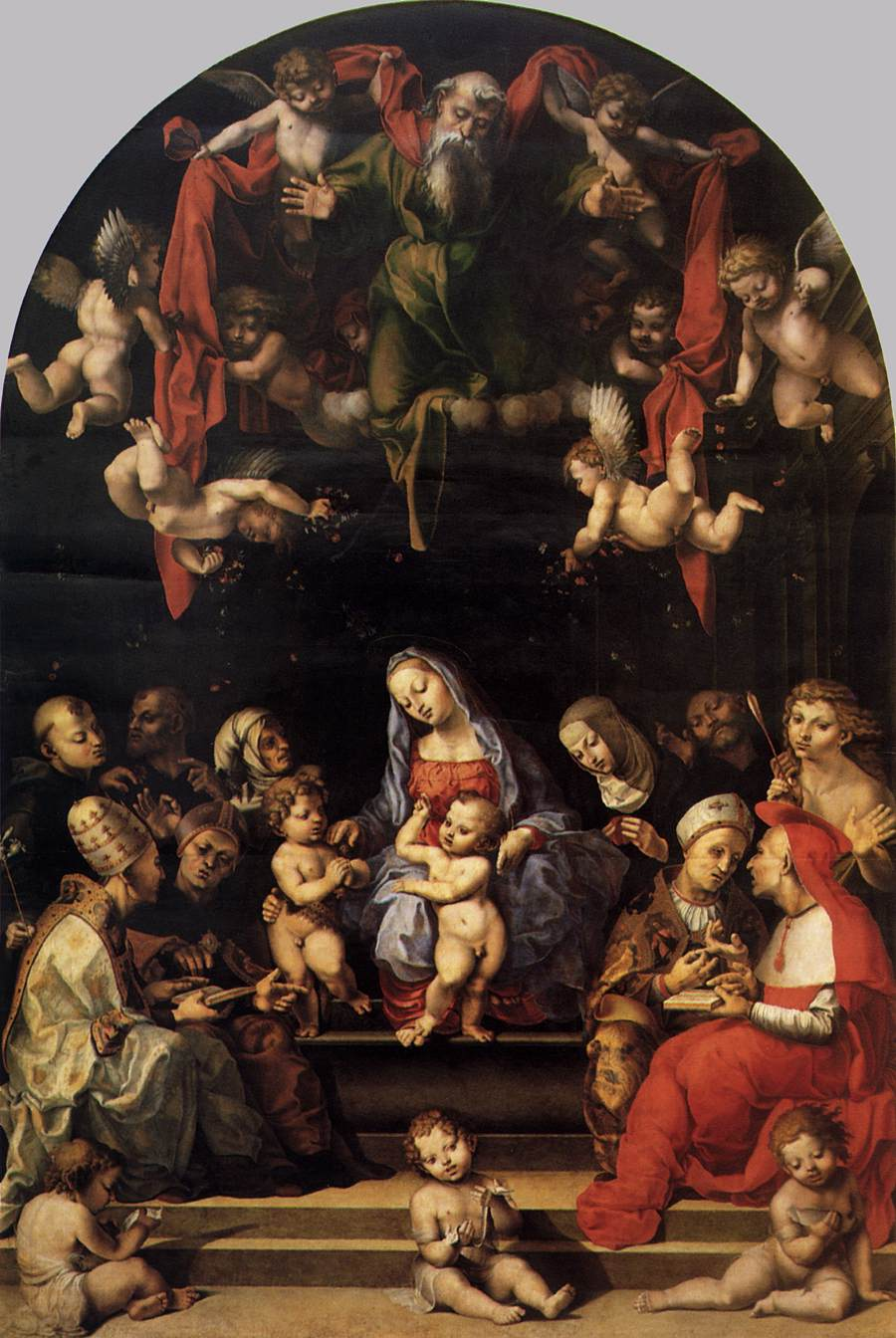
Дева Мария с Младенцем и святыми. Первая половина XVI в. Дерево, масло. Пинакотека Брера, Милан